# Romolo Valli
Romolo Valli (* 7. Februar 1925 in Reggio nell’Emilia; † 1. Februar 1980 in Rom) war ein italienischer Schauspieler.

## Leben
Valli schloss ein Jurastudium in Parma 1949 ab, das er seinem Vater zuliebe unternommen hatte. Sofort danach widmete er sich aber seiner Leidenschaft, dem Theaterspielen, und schloss sich der Schauspieltruppe Il Carozzone um Fantasio Piccoli an. 1952 wechselte er zum Piccolo Teatro di Milano, mit dem er auch eine Südamerikatournee durchführte; 1954 gründete er mit etlichen Kollegen eine eigene Truppe, die Compagnia deigiovani, der er bis 1974 verbunden blieb.
Ende der 1950er Jahre begann er seine Kinokarriere, während der er mit Regisseuren wie Vittorio De Sica, Luchino Visconti, Joseph Losey und Mario Monicelli zusammenarbeitete. So spielte er unter anderem bei Visconti den konservativen Pater Pirrone in Der Leopard (1963) und den etwas schleimigen Hotelmanager in Tod in Venedig (1971), unter De Sica in dem oscarprämierten Der Garten der Finzi Contini (1970) den Vater der von Lino Capolicchio verkörperten Hauptfigur. Seine Rollen wählte er sorgsam aus; so sind Auftritte in Genrefilmen wie Non stuzzicate la zanzara oder Todesmelodie (unter Regie von Sergio Leone als Dr. Villega) spärlich gesät. Auch im Synchrongeschäft war Valli tätig.
Ab Mitte der 1970er Jahre wirkte er am Teatro Eliseo in Rom und war künstlerischer Leiter des Festival dei Due Mondi. Valli starb 54-jährig bei einem Autounfall nach einem Theaterauftritt. In seiner Heimatstadt wurde das städtische Theater nach ihm benannt.
Dreimal (1963, 1971, 1977) wurde er mit dem Nastro d’Argento als bester Schauspieler ausgezeichnet.

## Filmografie (Auswahl)
- 1959: Tolpatsch macht Karriere (Policarpo 'ufficiale di scrittura')
- 1959: Man nannte es den großen Krieg (La grande guerra)
- 1960: Das Haus in der Via Roma (La viaccia)
- 1960: Jovanka und die anderen (Jovanka e le altre)
- 1961: Das Mädchen mit dem leichten Gepäck (La ragazza con la valigia)
- 1962: Eine Mailänder Geschichte (Una storia milanese)
- 1963: Der Leopard (Il gattopardo)
- 1964: Der Besuch (The Visit)
- 1965: Mandragola (La mandragola)
- 1967: Non stuzzicate la zanzara
- 1968: Brandung (Boom)
- 1970: Der Garten der Finzi Contini (Il giardino dei Finzi-Contini)
- 1971: Tod in Venedig (Morte a Venezia)
- 1971: Todesmelodie (Giù la testa)
- 1972: Was? (Che?)
- 1974: Der Zeuge muß schweigen (Il testimone deve tacere)
- 1974: Gewalt und Leidenschaft (Gruppo di famiglia in un interno)
- 1976: 1900 (Novecento)
- 1977: Bobby Deerfield (Bobby Deerfield)
- 1977: Un borghese piccolo piccolo
- 1977: Des Teufels Advokat
- 1979: Die Liebe einer Frau (Clair de femme)